# Vladimír Dolek
Vladimír Dolek (* 1957) ist ein ehemaliger tschechoslowakischer Radrennfahrer und nationaler Meister im Radsport.

## Sportliche Laufbahn
1978 bis 1980 gewann Dolek den nationalen Titel im Mannschaftszeitfahren.
1977 hatte er mit dem Start in der Polen-Rundfahrt (26. Platz) seinen ersten Einsatz in der Nationalmannschaft. 1978 (41. Platz), 1980 (58. Rang) und 1984 (50. Rang.) bestritt er die Tour de l’Avenir. 1979 wurde er Gesamtsieger der Mittelmeer-Rundfahrt in der Türkei. Dolek gewann 1978 eine Etappe in der Tour de Bohemia und 1983 in der Olympia’s Tour. 1979 (33. Platz) und 1980 (16. Platz) bestritt er das Milk Race. 1979 gewann er den Prolog der Bulgarien-Rundfahrt. 1980 wurde er Vierter der Slowakei-Rundfahrt, in der DDR-Rundfahrt wurde er 11.
In der nationalen Meisterschaft im Straßenrennen 1981 wurde er beim Sieg von Jiří Škoda Dritter. 1983 gewann er das Eintagesrennen Prag–Karlovy Vary–Prag und wurde 20. der Schweden-Rundfahrt. Dolek wurde er Zweiter der Lidice-Rundfahrt und Dritter im Grand Prix Guillaume Tell. 1984 kam er hinter Miroslav Sýkora auf den 2. Platz der Slowakei-Rundfahrt.